# روبان‌نارنجی
روبان نارنجی یا ببر نارنجی (نام علمی: Dryadula phaetusa) نام یک گونه تک‌نمونه از خانواده فرچه‌پایان است. روبان نارنجی بومی سرزمین‌هایی است که از برزیل تا مرکز مکزیک ادامه پیدا می‌کند. این پروانه در فصل تابستان در کانزاس آمریکا هم دیده شده است. پهنای بال روبان نارنجی ۸۶ تا ۸۹ میلی‌متر است. رنگ بال در جنس نر، نارنجی با نوارهای ضخیم سیاه و در جنس ماده نارنجی مات با نوارهای سیاه تار می‌باشد. این پروانه از شهد گل‌ها و مدفوع پرندگان تغذیه می‌کند. کرم پیله‌ساز این پروانه نیز از گل ساعتی به عنوان ماده غذایی استفاده می‌نماید. روبان نارنجی به نوعی غذای برخی از پرندگان به شمار می‌آید.